# Passaporte indiano
Um passaporte indiano é um passaporte emitido pelo Presidente da Índia para os cidadãos da República da Índia viajarem para o exterior. Ele permite que o portador viaje internacionalmente e serve como prova de cidadania indiana de acordo com a Lei de Passaportes (1967).
A Visa Divisão do Consular Passaporte (CVP) e o Ministério das Relações Exteriores funcionam como a organização central responsável pela emissão de passaportes indianos para todos os cidadãos indianos elegíveis. Os passaportes são emitidos em 37 locais em toda a Índia e em 162 missões diplomáticas indianas (Altos comissários, embaixadas e consulados) no exterior.
Em 2014, a Índia emitiu mais de 10 milhões de passaportes, um número superado apenas pela China e os Estados Unidos. Aproximadamente 60 milhões de indianos possuem passaportes válidos, conforme dados de novembro de 2014.

## Tipos de passaportes
- Passaporte regular (azul marinho e capa preta): Emitido para os cidadãos comuns para o curso normal, como para viagens de férias, de estudo e de negócios. Possui 36 ou 60 páginas.[3]
- Passaporte oficial (capa branca): Emitido para indivíduos que representam o governo indiano em missão oficial.[3]
- Passaporte diplomático (capa marrom): Emitido aos diplomatas indianos, funcionários de alto escalão do governo e comunicadores diplomáticos.[3]

Além disso, escritórios de passaporte selecionados na Índia, bem como missões no exterior, estão autorizados a emitir regularmente passaportes indo-bengalis e indo-cingalês para cidadãos residentes na Bengala Ocidental, nos estados do nordeste, em Tamil Nadu e em Puducherry. Estes dois passaportes permitem, respectivamente, viagens ao Bangladesh e Sri Lanka, e não são válidos para viagens a outros países estrangeiros que não sejam estes.

## Passaporte biométrico

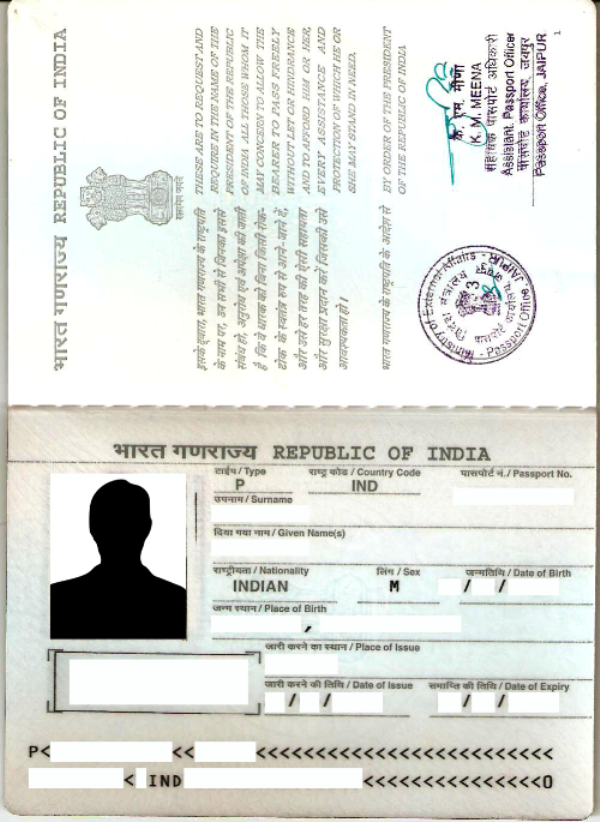
Abertura do passaporte indiano, que contém informações de identidade.

A Índia iniciou recentemente a primeira fase do e-passaporte biométrico para titulares do passaporte diplomático na Índia e no exterior. Os novos passaportes foram concebidos localmente pelo Central Passport Organisation. Ele contém um chip de segurança com todos os dados pessoais e imagens digitais. Na primeira fase, novos passaportes tiveram um chip de 64 KB transportando uma fotografia do titular do passaporte, e nas fases subsequentes passou a adotar uma impressão digital. O novo passaporte já foi testado com os leitores de passaportes no Estados Unidos e tem 4 segundos como tempo de resposta, enquanto o passaporte dos Estados Unidos tem 12 segundos como tempo de resposta. Ele não precisa ser realizado em um revestimento de metal por razões de segurança. Ele primeiro precisa ser desnatado através de leitores, após o que iria gerar um código de acesso que então libera o chip para acesso de leitura.
Na Índia, o e-passaporte está em sua primeira fase de implantação e é restrito aos detentores de passaporte diplomático. Em 25 de Junho de 2008, a Autoridade de Passaporte Indiana emitiu o e-passaporte para o então presidente da Índia, Pratibha Patil. A partir de 2016, o governo tem planos de emitir e-passaportes para todos os cidadãos. Além disso, o governo autorizou a Indian Security Press a fazer flutuar um concurso mundial de três fases para a aquisição de contatos electrónicos conforme o ICAO, juntamente com o seu sistema operacional, o que é necessário para a fabricação de passaportes biométricos. A aquisição necessária fora iniciado pela Indian Security Press. É esperado que a transição real para o novo passaporte comece na conclusão bem sucedida do processo de concurso e de adjudicação.

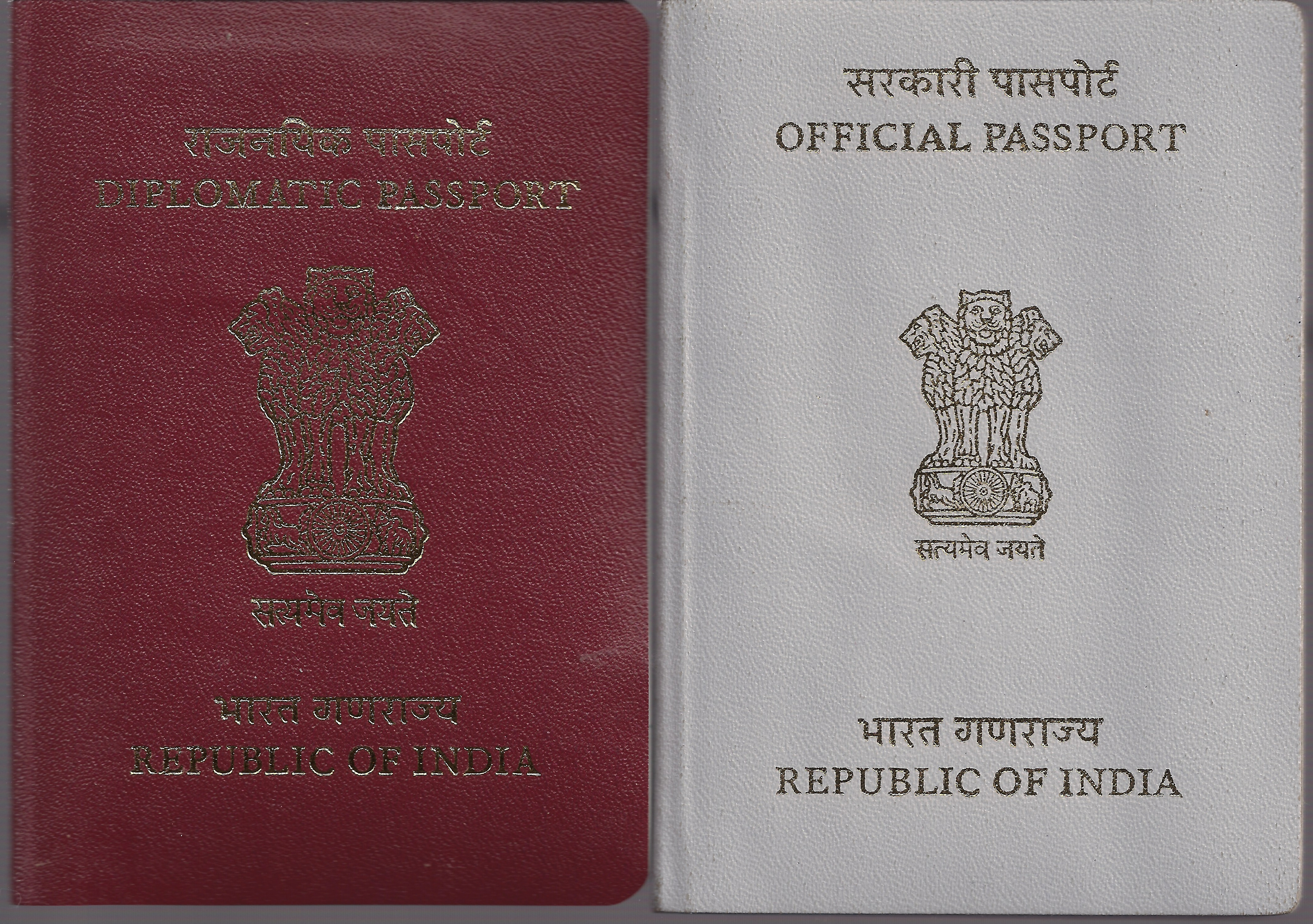
Um passaporte indiano diplomático e um passaporte oficial. Estes passaportes têm funções complementares a um passaporte indiano comum. Cada tipo de passaporte tem uma cor diferente.
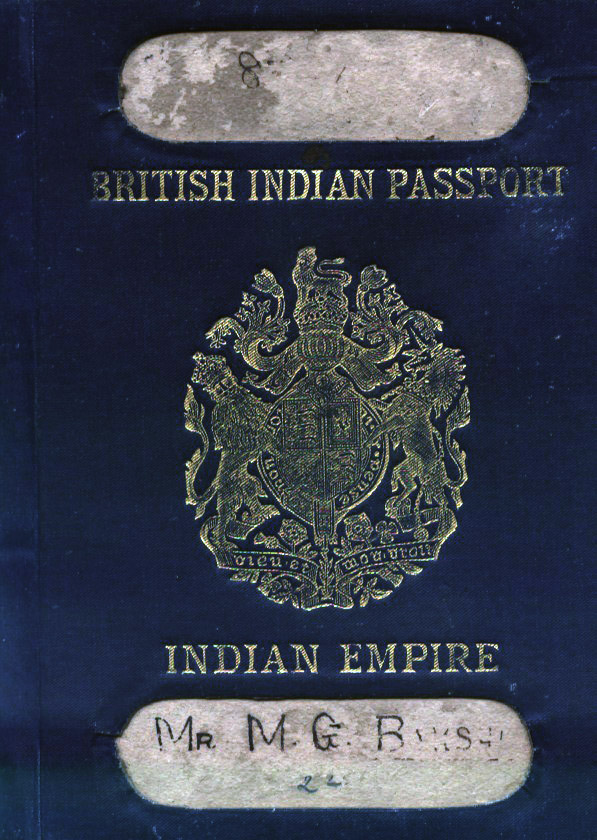
Passaporte indiano britânico emitido durante a era colonial
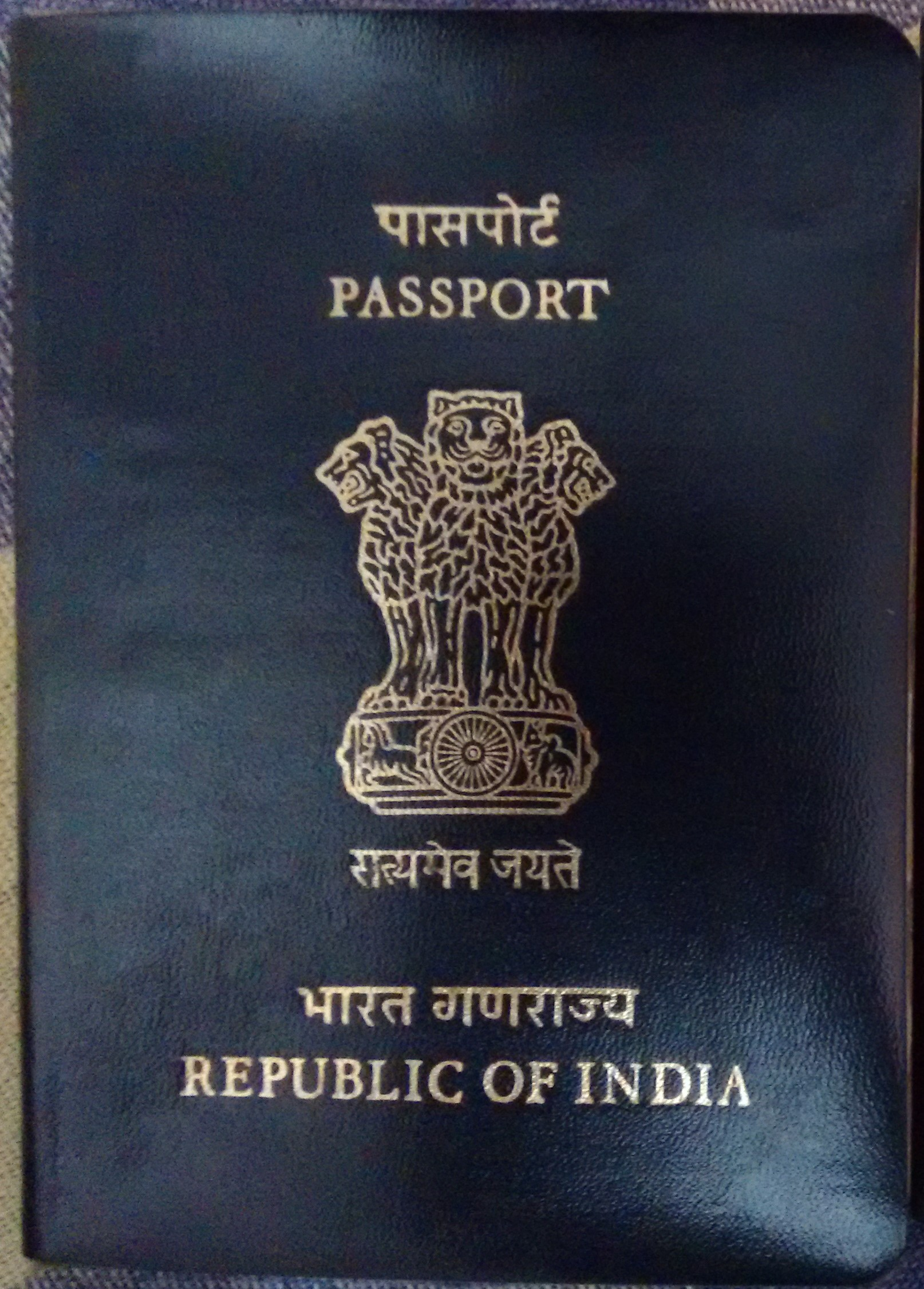
Capa de um passaporte (1986)
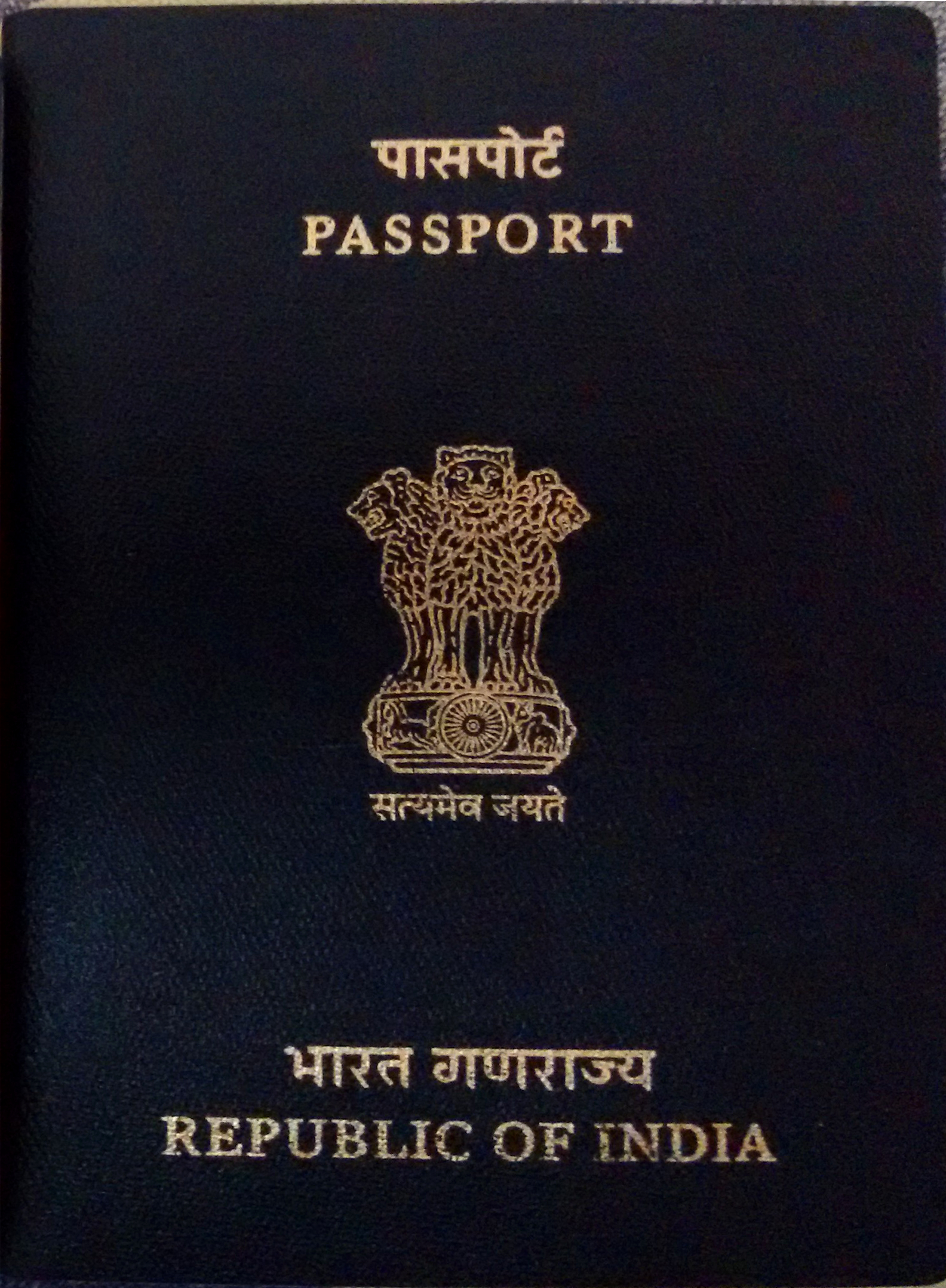
Capa de um passaporte (2015)